# Погосский, Евгений Иванович
Евгений Иванович Погосский (1893—1972) — русский и советский авиационный инженер и пилот.

## Биография
Родился в 1893 году в Москве. Его брат Иван (1896—1934), тоже занимался авиацией.
Окончил Московский авиационный техникум. Был участником Первой мировой и Гражданской войны в России — лётчиком морской авиации Черноморского флота. В 1921 году окончил Военно-воздушную инженерную академия имени Н. Е. Жуковского и с этого же года работал в ЦАГИ, которым первоначально руководил Н. Е. Жуковский. С 1922 года, дня основания, работал в ОКБ А. Н. Туполева. 21 октября 1923 года поднял в воздух его самолёт АНТ-1.
Евгений Погосский был также участником проектирования, строительства и испытаний металлических глиссеров, аэросаней, самолетов.
22 октября 1922 года в ЦАГИ была создана специальная Комиссия по металлическому самолётостроению. Коллективу специалистов была поставлена задача организации производства полуфабрикатов на основе легких алюминиевых сплавов. В состав Комиссии вошли А. Н. Туполев (руководитель), И. И. Сидорин (металлург), Г. А. Озеров (прочнист) и Е. И. Погосский (инженер-пилот).
Комиссия провела всесторонние металловедческие и прочностные испытания дюралюминия, который производился в Германии и применялся фирмой Юнкерс в авиастроении. Следующим этапом работ стало создание оригинального алюминиевого сплава для нужд советской авиации. 
В ходе работ к середине 1922 года на Кольчугинском заводе был получен сплав, названный кольчугалюминием. От дюралюминия он отличался присутствием никеля и иным содержанием меди и марганца. После всесторонних испытаний образцов в лаборатории МВТУ, стало ясно, что кольчугалюминий пригоден для использования в самолётостроении.
В 1923 году был налажен выпуск необходимого сортамента, листового, гофрированного и профилированного кольчугалюминия, установлены допуски и технические условия. 
Это позволило впервые в СССР приступить к проектированию, постройке и испытаниям цельнометаллического самолета. 
Под руководством Андрея Туполева Евгений Погосский принял участие в создании АНТ-2, который строился целиком из кольчугалюминия.
В дальнейшем Погосский руководил разработкой и испытаниями силовых установок самолётов АНТ-3, АНТ-6, АНТ-7, АНТ-9, АНТ-20, АНТ-25, АНТ-40. В 1937 году был репрессирован, в 1940 году — освобождён.
Работал в ЦКБ-29 НКВД по созданию самолёта Пе-2 и был заместителем главного конструктора по ремонту этого самолёта на заводе № 22. С 1942 по 1950 годы Погосский состоял в должности заместителя начальника лаборатории Лётно-исследовательского института имени М. М. Громова. Затем работал главным конструктором в системе Министерства лёгкой промышленности. 
С 1954 года — снова в авиационном ОКБ А. Н. Туполева, где занимался силовыми установками и бортовым оборудованием самолётов Ту-104, Ту-110, Ту-114.

## Признание
Награждён орденами Красного Знамени и Красной Звезды, медалями СССР. Умер в 1972 году.